# Panorama Village, Texas
Panorama Village là một thành phố thuộc quận Montgomery, tiểu bang Texas, Hoa Kỳ. Năm 2010, dân số của xã này là 2170 người.

## Dân số
- Dân số năm 2000: 1965 người.
- Dân số năm 2010: 2170 người.